# Guerre du Sonderbund
Guerre du Sonderbund
Batailles
bataille de Lunnern • bataille de Honau • bataille de Gisikon • bataille de Schüpfheim
La guerre du Sonderbund (en allemand : Sonderbundskrieg) est une guerre civile à caractère sécessionniste en Suisse et qui s'est déroulée du 3 au 29 novembre 1847. Le Sonderbund, ligue composée de cantons catholiques conservateurs sécessionnistes, s'oppose dans ce conflit à la plupart des autres cantons du pays qui défendent la Confédération suisse, tandis que certains cantons restent neutres. L'issue du conflit joue un rôle clé dans l'émergence de la Suisse moderne en tant qu'État fédéral.

## Causes de la guerre

La Diète fédéral sous la présidence d'Ulrich Ochsenbein, le 29 octobre 1847.

La Suisse du début du XIXe siècle est marquée par des tensions religieuses et politiques entre cantons. Les cantons conservateurs catholiques sont en opposition avec les radicaux. Ainsi, en 1841, plusieurs couvents sont fermés par les radicaux en Argovie. Le parti radical travaille ainsi au renforcement du pouvoir fédéral, tandis que des Corps-Francs tentent des coups de main contre les cantons catholiques, comme la tentative d'invasion du canton de Lucerne par Ulrich Ochsenbein avec 3 500 volontaires le 31 mars 1845, qui échoue face à la résistance des troupes cantonales.
Le 11 décembre 1845, sept cantons conservateurs à majorité catholique (Uri, Schwytz, Unterwald, Lucerne, Zoug, Fribourg et le Valais) s'unissent dans une coalition politique et militaire appelée Sonderbund. Le pacte, d'abord secret, est révélé en juin 1846.
Le 20 juillet 1847, la Diète fédérale vote une motion de dissolution de la coalition, approuvée par une majorité de 12 cantons, refusée par les cantons du Sonderbund. Sur la proposition du canton de Zurich, la Diète tente une ultime médiation pour éviter le conflit armé en envoyant, auprès du gouvernement de chacun des membres de la coalition, deux représentants (un catholique et un protestant) porteurs d'une invitation à renoncer à l'alliance.

## Composition des armées

### L'armée insurgée

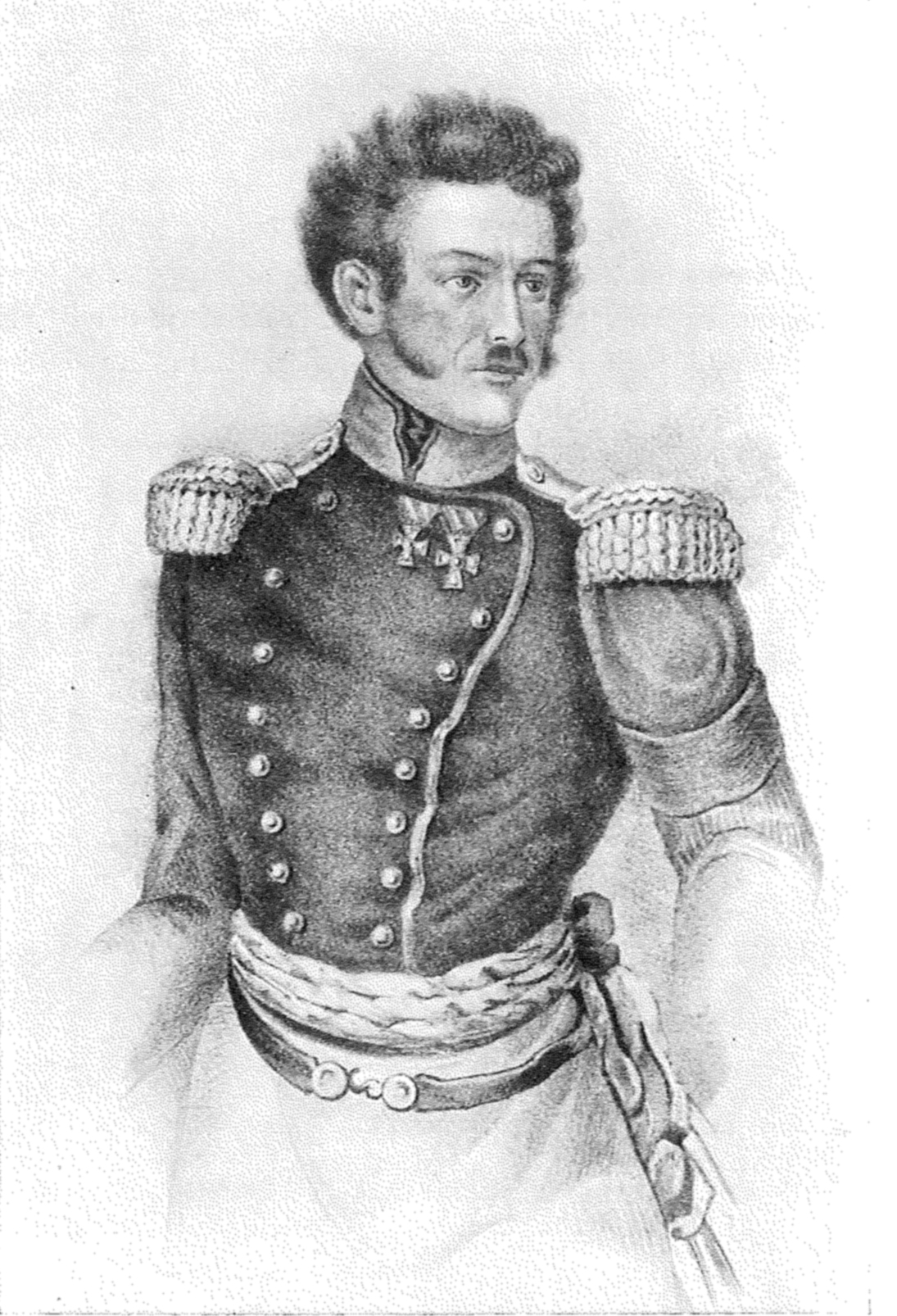
Jean-Ulrich de Salis-Soglio, commandant en chef des troupes du Sonderbund.

Le commandement de l'armée du Sonderbund a été pendant longtemps indécis. L'homme fort de la coalition, le Lucernois Constantin Siegwart-Müller, pense tout d'abord à un étranger (les noms du Polonais Dezydery Chłapowski ou de l'Autrichien Frédéric Charles de Schwarzenberg (de) sont évoqués), mais le conseil de l'alliance impose un commandant suisse. Le général Ludwig von Sonnenberg, puis le colonel Philippe de Maillardoz (Fribourg) sont proposés puis refusés au profit du colonel Guillaume de Kalbermatten qui est élu, mais qui refuse le poste (il dirigera finalement les troupes valaisannes). C'est finalement le colonel grison Jean-Ulrich de Salis-Soglio qui est élu et qui prête serment le 15 janvier 1847. Il nomme comme chef d'état-major Franz von Elgger. Bien que Salis-Soglio ait été protestant lui-même, son conservatisme et son refus du libéralisme incarné par le Parti radical-démocratique, à l'influence grandissante au niveau confédéral, expliquent son ralliement au Sonderbund.
La levée des troupes fait l'objet d'une consultation populaire (Landsgemeinde) à Schwytz (le 26 septembre), Uri et Zoug (le 3 octobre), Nidwald, Obwald et le Valais (le 10 octobre). Seuls les cantons de Lucerne et de Fribourg n'ont pas procédé à une consultation. Le 16 octobre, le premier ordre de mobilisation est donné, qui sera terminé le 19 octobre. 
Dans le même temps, plusieurs travaux de fortification et de défense sont entrepris dans les cantons coalisés, en particulier dans le canton du Valais où les troupes commandées par Kalbermatten sont massées dès la fin du mois d'octobre entre Saint-Maurice et Saint-Gingolph dans le but de préparer une invasion du Chablais vaudois.

### L'armée fédérale

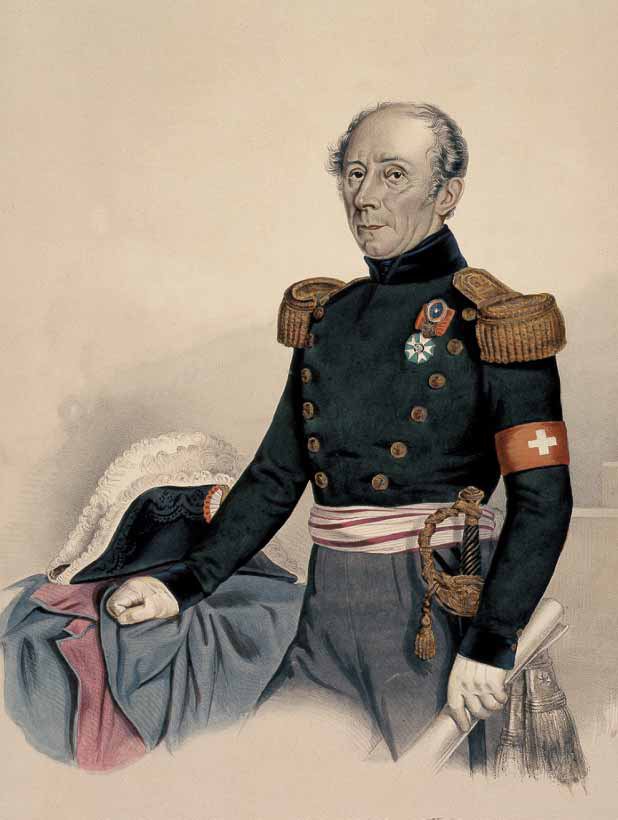
Le général Guillaume Henri Dufour, commandant en chef de l'Armée fédérale.

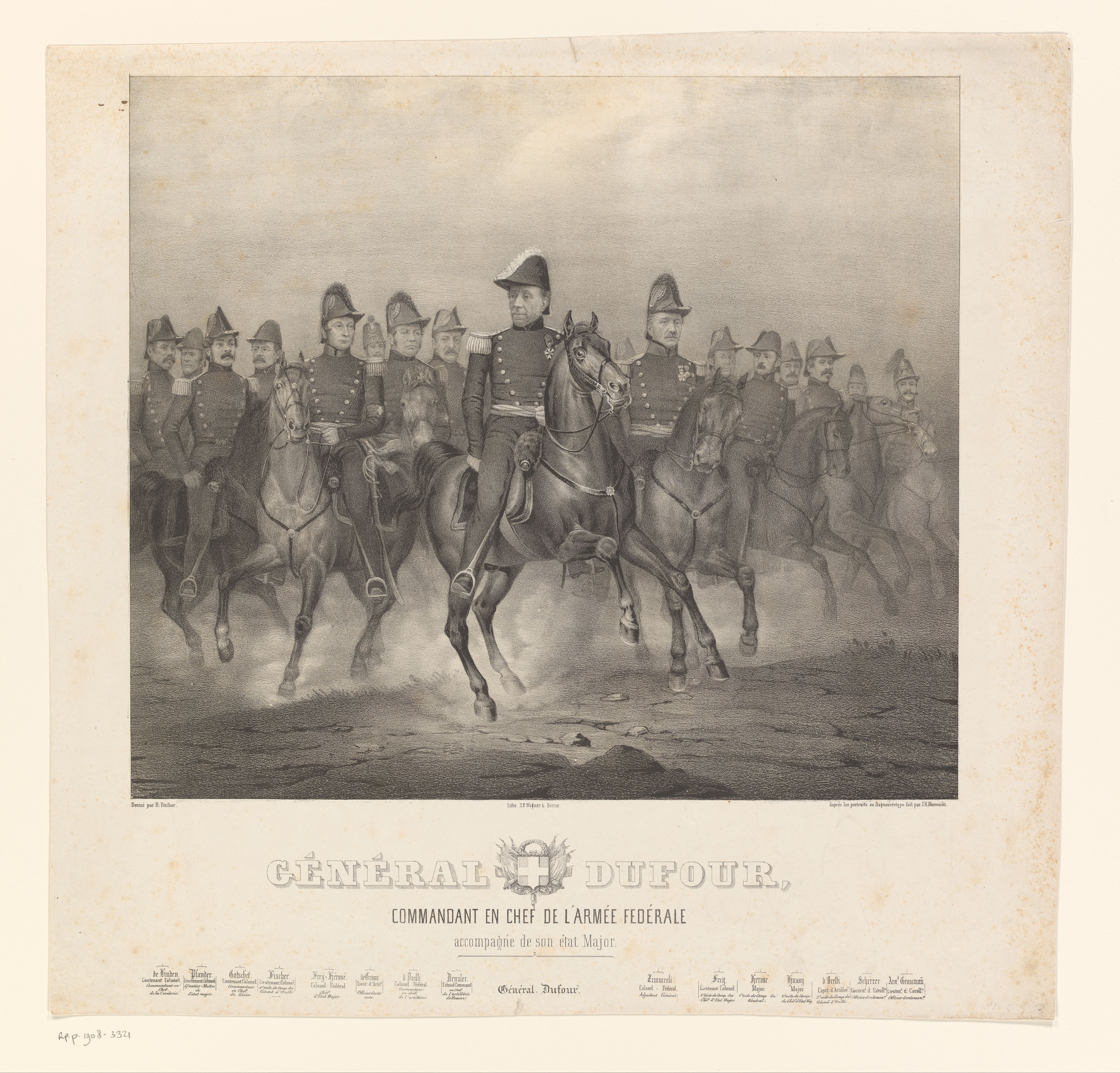
L’État-Major de l'Armée fédérale : Kurz, Minscher, Enloff, Bontemps, Gerwer, Müller, Ziegler, Bourkhardt, Dufour, Rilliet de Constant, Luvini, Donats, Oschenbein et Gmür.

Le 21 octobre 1847, le Genevois Guillaume Henri Dufour est désigné général par la Diète fédérale comme commandant en chef des armées, malgré sa réticence et la pression du canton de Berne pour faire nommer Ulrich Ochsenbein à ce poste. Dufour accepte formellement le poste le lendemain dans une lettre à la Diète dans laquelle il affirme « ...je m'efforcerai de maintenir l'ordre et la discipline dans les troupes fédérales [...] de tout faire pour adoucir les maux inséparables d'une guerre ». 
Le 24 octobre, au moment de prêter serment devant la Diète, Dufour demande des explications à propos de ses instructions (rédigées en allemand) et, à la suite d'une remarque peu amène du député vaudois Jules Eytel, refuse son mandat et claque la porte. Deux séances à huis clos ainsi que l'envoi d'une délégation au Genevois sont nécessaires pour que celui-ci revienne sur sa décision et prête finalement serment le 25.
Après avoir publié une proclamation le 26 octobre, Dufour nomme comme commandants de divisions : Peter Ludwig von Donatz (Grisons), Johannes Burckhardt et Eduard Ziegler (Argovie) pour le parti conservateur et Louis Rilliet de Constant (Vaud), Dominik Gmür, Giacomo Luvini (Tessin) et Ochsenbein (Berne) pour les radicaux. Le 30 octobre, la Diète ordonne la mobilisation générale de l'armée et, le 4 novembre, l'exécution par la force de l'arrêté sur la dissolution du Sonderbund.
La stratégie mise en place par Dufour est basée sur la rapidité d'action et l'attaque uniquement en forces largement supérieures, « successivement contre Fribourg, Lucerne, puis le Valais ».
À la fin de la guerre, la Diète le récompense en lui faisant un don de 40 000 francs.

### Les neutres
Le canton de Neuchâtel (canton royaliste et conservateur) et Appenzell Rhodes-Intérieures (canton à fort pourcentage de population catholique) se déclarent officiellement neutres. Ils refusent de mettre des troupes à disposition des Confédérés, ce qui irrite certains dirigeants. 
Le canton de Vaud en particulier, soupçonne Neuchâtel de soutenir en secret le Sonderbund. Plusieurs incidents éclatent, en particulier la capture d'un bateau à vapeur neuchâtelois par les Vaudois. Le colonel Rilliet-Constant va même, le 29 octobre, demander par écrit à Dufour l'autorisation de marcher sur Neuchâtel. Le général refuse, mais demande au colonel de combler le manque en hommes causé par la défection neuchâteloise en mobilisant des soldats vaudois supplémentaires.
Le 30 octobre, la Diète fédérale somme le canton de Neuchâtel de fournir son contingent, ce que le canton refuse. C'est finalement le roi Frédéric-Guillaume IV de Prusse (prince de Neuchâtel) qui résout le problème en proclamant la principauté « neutre et inviolable » pendant le temps des hostilités. 
Le canton de Bâle-Ville résiste un temps aux demandes de la Diète, mais finit par céder et fournit son contingent le 6 novembre, soit deux jours après le début officiel des hostilités.

## Début des hostilités

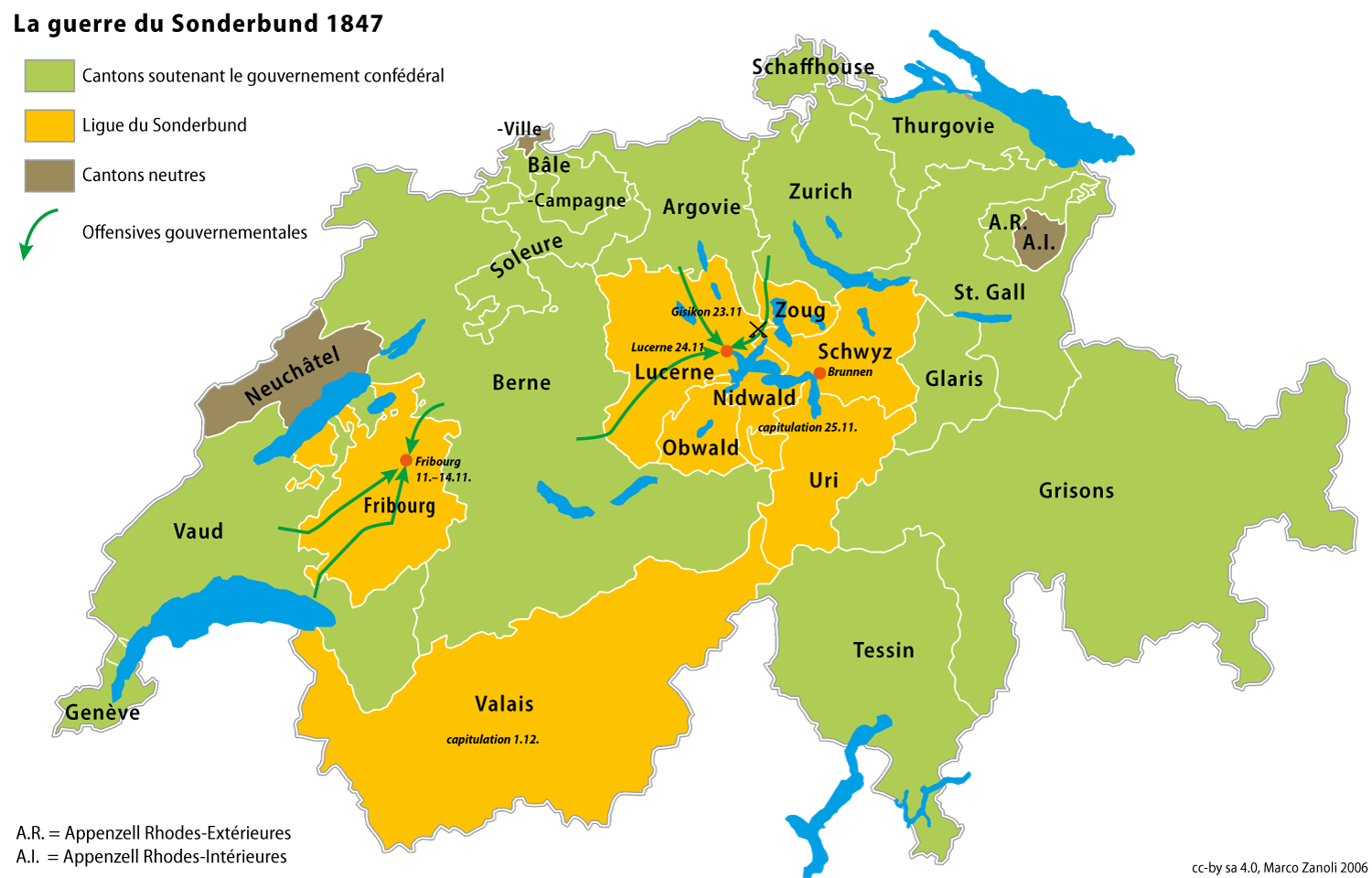
Carte de la guerre.

### Manœuvres sur le Tessin
La première manœuvre est le fait du Sonderbund. Dans le double but d'empêcher la jonction des troupes tessinoises de Luvini et grisonnes d'Eduard de Salis-Soglio (le propre frère du général insurgé) et d'assurer la liaison entre la Suisse centrale et le Valais par le col de la Furka, les troupes uranaises s'emparent sans résistance du col du Saint-Gothard. Les journaux locaux publient alors plusieurs communiqués triomphants, annonçant la coupure du Tessin du reste de la Suisse. Les premiers morts de la guerre surviennent le 4 novembre, un officier et un soldat uranais sont tués par les Tessinois.
À partir du 7 novembre, les troupes du Sonderbund se préparent à lancer une seconde offensive dans la région argovienne du Freiamt. Après avoir détruit un pont sur la Reuss, les troupes, commandées directement par von Salis-Soglio et von Elgger, pénètrent le 12 dans le territoire argovien avec pour but de couper l'armée fédérale et desserrer l'étau fribourgeois. Cependant, après quelques avancées initiales, ils sont stoppés par Ziegler lors des batailles de Geltwil et Lunnern et se retirent avec pertes sur le canton de Lucerne.

### La prise de Fribourg
Le 9 novembre, Dufour, en accord avec son plan général, lance sa première offensive contre Fribourg. Ce canton, isolé géographiquement du reste de l'alliance, est également le plus proche de la capitale Berne où siège la Diète, qui craint un coup de force. La prise de Fribourg permet également aux troupes de Dufour de se regrouper contre le centre du pays. La ville d'Estavayer-le-Lac ainsi que les enclaves fribourgeoises dans le canton de Vaud et la plus grande partie du district de Morat sont conquises sans combat les 10 et 11 novembre, les troupes du colonel de Maillardoz se retirant pour défendre la capitale.
Le 11 novembre au matin, les troupes fédérales sont en position en vue de la ville de Fribourg. Deux divisions (celle de Rilliet sur la route qui mène à Romont et celle de Burckhardt sur la route de Payerne) prennent place sans être repérées à l'ouest de la ville, appuyées par une division de réserve. En face, les Fribourgeois ont bâti trois redoutes, dont celle de Bertigny, près du village de Cormanon, qui commande le dispositif de défense et qui ne peut être contournée facilement. 
Le colonel fribourgeois, pour sa part, attend l'offensive de l'autre côté de la ville, en direction de Berne. En cela, il est trompé par l'arrivée d'une division de réserve bernoise qui avait reçu l'ordre de faire un maximum de bruit en simulant une attaque. Pendant ce temps, Dufour aligne une batterie de 60 pièces en face des redoutes pour les faire tomber.
Le 13 au matin, alors que tout est prêt pour l'offensive, le lieutenant de Cerjat est envoyé comme émissaire auprès des autorités de la ville de Fribourg, porteur d'un message du général qui leur dévoile son plan et ses forces, leur enjoignant de se rendre pour éviter une bataille meurtrière. Dans la matinée, le gouvernement fribourgeois demande un armistice pour la journée, qui sera accepté. Malheureusement, à la suite d'une mauvaise coordination des ordres, les soldats vaudois situés en face de la redoute de Bertigny partent à l'assaut de celle-ci dans la journée après quelques échanges de coups de canon. Ils doivent se retirer avec cinq morts et quelque cinquante blessés, dont trois mourront de leurs blessures. Plusieurs défenseurs fribourgeois sont également blessés ou tués.
Au matin du 14 novembre, un dimanche, deux délégués du Conseil d'État fribourgeois apportent à Dufour la nouvelle de la capitulation du canton, votée à la majorité. Si la Suisse confédérée se réjouit de cette nouvelle, la déception est très importante chez les soldats fribourgeois. Plusieurs accusations de trahison sont portées, en particulier envers le commandant Philippe de Maillardoz, qui quitte la ville et se réfugie à Neuchâtel. Même si ces accusations seront démenties par la suite, et que la preuve sera faite que la capitulation a bien été une décision civile où le colonel de Maillardoz n'a même pas été consulté, son nom restera longtemps honni par les habitants du canton.
Le soir du 14, le gouvernement valaisan décide de répondre à l'appel à l'aide des Fribourgeois en ordonnant une offensive sur le canton de Vaud, ouvrant ainsi un deuxième front. Cependant, la nouvelle de la capitulation parvient suffisamment rapidement pour que les ordres soient annulés et les troupes redirigées en vue d'une manœuvre contre le Tessin.

### Fin de la campagne fribourgeoise
Le document de capitulation signé par le gouvernement fribourgeois est appelé à être utilisé comme modèle pour les autres cantons. Dans ce document, le canton s'engage à quitter l'alliance du Sonderbund, à désarmer ses soldats et à subvenir aux besoins des troupes fédérales d'occupation. Le 15 novembre, un nouveau gouvernement à tendance radicale est élu et décrète l'expulsion des jésuites du territoire. Le lendemain, le colonel Rilliet-Constant doit proclamer l'état de siège dans la ville de Fribourg pour éviter les pillages et saccages provoqués par les soldats de l'armée fédérale, et ceci malgré les ordres très stricts de leurs supérieurs. 
Des deux côtés, la chute de Fribourg est largement commentée dans la presse et par les dirigeants. À Lucerne et en Valais, des proclamations sont lues aux troupes, leur assurant que la chute de Fribourg n'a aucun effet sur la coalition. La propagande est également très présente du côté des catholiques, certains journaux mettant en doute la capitulation ou annonçant que les Valaisans avaient déclenché une offensive victorieuse sur le Chablais.[réf. souhaitée] Du côté fédéral, la confiance est de mise et l'armée voit sa tâche facilitée par un moral au plus haut.
À peine le nouveau gouvernement en place, Dufour quitte le canton de Fribourg pour retourner en Suisse centrale accompagné de son armée. Il confie le théâtre ouest des opérations à Rilliet-Constant avec sa division vaudoise, lui interdisant toutefois formellement toute action unilatérale sur le Valais sans ordre direct. Le colonel est toutefois autorisé à transférer son quartier général de Fribourg au Chablais. Le 15 au soir, la première division traverse la ville de Berne pour se rendre dans l'Emmental suivie le lendemain par le général qui n'y reste que quelques heures avant de partir pour Aarau qu'il atteint le 16 au soir.
De là, il dirige et supervise deux enquêtes sur les événements de Fribourg : le premier sur une possible violation de l'armistice par les troupes fédérales lors de l'attaque manquée de la redoute et le second sur l'attitude des troupes bernoises après la reddition de la ville de Fribourg. Les résultats le rassurent en prouvant que l'attaque n'a pas été délibérément ordonnée mais découle bien d'une mauvaise transmission des ordres et que les exactions commises par les troupes ont été largement exagérées par la presse, en particulier celle des cantons du Sonderbund et que, dans plusieurs cas réels, les principaux coupables étaient en fait des civils fribourgeois profitant de la situation pour régler des comptes et exécuter des vengeances personnelles.
Le 17 au matin, sur le front tessinois, les Uranais renforcés par quelques troupes de Nidwald descendent en direction d'Airolo qui tombe, puis de Faido le lendemain et Biasca le 21 où l'armée stoppe pour attendre des renforts. En fait de renforts, ce sont les Tessinois qui vont recevoir l'appui de bataillons grisons qui arrivent à Bellinzone le 22.

## Campagne lucernoise

### Événements avant le16 novembre

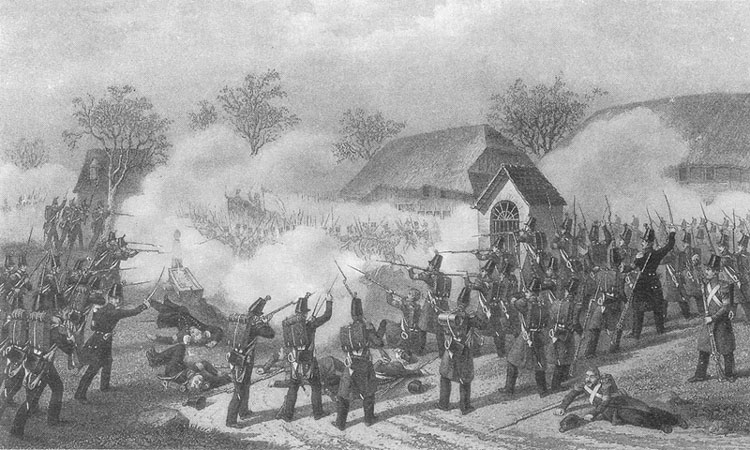
Le combat de Geltwil, le 12 novembre 1847.

Comme mentionné plus haut, une manœuvre de diversion était lancée le 7 novembre par les troupes du Sonderbund commandées directement par Salis-Soglio dans le Freiamt. Cette avancée de terre argovienne dans le canton de Lucerne est alors à majorité catholique et soutient le Sonderbund, à tel point que deux compagnies de volontaires avaient déserté pour passer à l'ennemi quelques jours plus tôt. 
L'opération est menée en trois points totalement différents. Deux colonnes se rendent sur le village de Menzikon, une seconde simule une attaque de diversion avant de se retirer alors que la troisième, la plus importante, se porte sur Muri en passant un pont de bateaux sur la Reuss à Lunnern. Cette colonne se heurte avec pertes aux éléments de pointe de la division Ziegler à la hauteur de Geltwil et doit se retirer sans réel effet, si ce n'est la propagation de bruits alarmants à Lucerne et jusqu'à Berne.

### Préparatifs et reddition
Lorsque Dufour arrive à Aarau le 16 novembre, la situation est totalement rétablie. Il passe plusieurs jours, jusqu'au 20, à établir son plan de bataille et à rencontrer ses subordonnés pour le leur expliquer (Ziegler et Gmür le 19, Burchkardt et von Donats le 20, alors que la neige commence à tomber). Le 19, il visite également l'arsenal d'Aarau où on lui présente de nouvelles fusées de guerre dont il « refuse de faire usage [...] contre Lucerne, voulant éviter autant que possible tout ce qui pourrait donner à cette guerre un caractère de violence qui ne pourrait que nuire à notre cause ».
Le 21, à la surprise générale (le président du conseil de guerre du Sonderbund parle de « coup de tonnerre ») le Grand Conseil du canton de Zoug vote à une large majorité la capitulation et se rend sans combattre. Les troupes confédérées qui entrent sur le territoire zougois puis dans la ville de Zoug le 22 sont acclamées par la population. Quelques mois plus tard, un nouveau gouvernement est élu, et va établir une constitution cantonale bien plus moderne, approuvée par le peuple le 8 janvier 1848.
Le 23 au matin, l'offensive principale est lancée selon le plan arrêté par Dufour et ses colonels : la 4e division (Ziegler) et la 5e (Gmür) doivent remonter la vallée de la Reuss en direction du sud chacune sur un versant. Elles sont appuyées par la 3e (von Donats) qui descend le long de la Suhr jusqu'à Sursee et par la 2e (Burchkardt) qui part de Langenthal pour rejoindre la Reuss au nord de Lucerne en passant par Willisau et Ruswil. L'artillerie de réserve doit se concentrer sur la tête de pont de Gisikon, la bataille principale devant se dérouler entre la rive gauche de la Reuss et le lac de Zoug, les troupes lucernoise étant ainsi prises en étau entre cinq colonnes venant de cinq directions différentes.

### La bataille de Gisikon

Batterie des troupes fédérales lors du combat de Gisikon, aquarelle d'Albert von Escher.

Comme prévu, les Confédérés construisent plusieurs ponts de bateaux à la hauteur de Gisikon pour traverser la Reuss. C'est là que von Salis-Soglio a concentré ses troupes sur une hauteur, « bien dissimulées derrière des buissons et des arbres, dans la forêt et la broussaille ». Après deux assauts repoussés, Eduard Ziegler (de) prend personnellement la tête de sa division et monte à l'attaque. Cet assaut victorieux sera reproduit dans une lithographie de l'époque, devenue par la suite l'une des images les plus connues de la guerre du Sonderbund.
Cette bataille sera la plus longue (deux heures) et la plus meurtrière (37 morts et une centaine de blessés des deux côtés) de la campagne. Elle se termine par une victoire confédérée après que von Salis-Soglio a été atteint à la tête par un éclat d'obus et a ordonné la retraite sur Ebikon.
La bataille de Gisikon est la dernière bataille rangée de l'histoire de l'armée suisse. C'est, d'un autre côté, la première pendant laquelle des voitures sont organisées pour s'occuper des blessés directement sur le champ de bataille. Ces véhicules, mis en place et dirigés par des volontaires zurichois et accompagnés d'infirmières, feront grande impression sur Dufour qui les juge « d'une grande utilité ». Il est probable que cette expérience reviendra à sa mémoire quelques années plus tard lorsqu'il devient le premier président du Comité international de la Croix-Rouge.
Sur les autres fronts, les affaires confédérées sont également bien engagées. Les 2e et 3e divisions progressent sans encombre en direction de Lucerne alors que la 5e division se heurte à Meierskappel aux troupes schwytzoises qui résistent courageusement avant de reculer. Cette victoire coupe les liaisons entre les cantons de Lucerne et de Schwytz, ce qui était l'un des objectifs tactiques de Dufour pour cette journée du 23. Dans son rapport à la Diète, il note avec satisfaction que les troupes de Schwytz se retirent de l'autre côté du lac de Zoug et sont de fait totalement coupées du reste de l'armée du Sonderbund.

## Fin de la guerre en Suisse centrale

### Reddition de Lucerne
Le soir même, les membres du conseil de guerre, les jésuites, les prêtres et un grand nombre de fonctionnaires de la ville de Lucerne embarquent sur un bateau à vapeur accompagnant Siegwart-Müller (le chef du Sonderbund) ainsi que la caisse cantonale et le trésor de la coalition, pour se réfugier à Flüelen dans le canton d'Uri. De là, ils traversent à pied le col de la Furka puis, du Valais, quittent la Suisse par le col du Simplon pour se réfugier dans le royaume de Sardaigne ou en Lombardie.
Le lendemain, les autorités de la ville de Lucerne, puis le commandant des forces schwytzoises (le colonel Theodor Ab-Yberg (en)), puis enfin le général von Salis-Soglio font parvenir séparément des demandes d'armistice à Dufour qui les refuse toutes. D'après les ordres de la Diète, seule la capitulation est acceptable. Les troupes lucernoises, qui ont combattu bravement la veille sur tous les fronts, se débandent en criant à la trahison lorsqu'elles apprennent la fuite de leurs chefs. Seuls les soldats d'Uri et d'Unterwald gardent leur cohésion et se retirent dans leurs cantons respectifs.
À un message envoyé par les Fédérés leur demandant de se rendre, les autorités de la ville de Lucerne répondent en hissant le drapeau fédéral sur toutes les tours de la ville. Les troupes fédérées entrent alors dans la ville vers midi et sont accueillies par des fleurs et des acclamations.
Lucerne, « libérée de ses tyrans », élit le 26 novembre 1847 les nouvelles autorités provisoires de la ville qui ordonnent la libération des prisonniers politiques enfermés au Kesselturm ainsi que celle des seize soldats tessinois faits prisonniers lors des premiers jours de la bataille.

### Occupation de Lucerne et reddition des cantons primitifs
L'occupation de la ville de Lucerne par 24 000 hommes (plus 16 000 stationnés dans les environs immédiats), véritable capitale du Sonderbund, ne se fera pas sans heurts. En particulier, les troupes bernoises commandées par Ulrich Ochsenbein se livrent au pillage et incendient plusieurs maisons en souvenir des événements de 1845. Les maisons des dirigeants du Sonderbund sont pillées, à tel point que la femme d’Elgger doit venir se mettre sous la protection directe du général Dufour le 28 novembre. L'imprimerie dans laquelle les tracts du Sonderbund étaient alors imprimés est également menacée et ne doit son salut qu'à l'impression gratuite du bulletin de guerre des confédérés dans lequel la prise de Lucerne est annoncée. De manière générale, les autorités fédérales minimisent les désordres survenus dans la ville de Lucerne, les attribuant « à quelques malveillants qui excitaient les soldats contre telle ou telle maison ».
Dès le 24 au soir, Dufour écrit aux dirigeants des cantons d'Uri, de Schwytz et des deux demi-cantons d'Unterwald pour leur demander de se rendre et de cesser le combat. Obwald et Nidwald capitulent le 25, Schwytz le 26 et Uri le 28. Dans les jours qui suivent, des bateaux à vapeur sont affrétés depuis Lucerne pour se rendre à Altdorf, dans la ville de Schwytz, à Stans et à Sarnen, emportant des troupes fédérales d'occupation qui sont bien accueillies par les populations locales soulagées de ne pas avoir à supporter des combats. Dans les trois cantons, le scénario se répète : le gouvernement conservateur est remplacé par une équipe plus libérale, les prisonniers sont libérés et les troupes démobilisées.

### Dufour et ses portraits

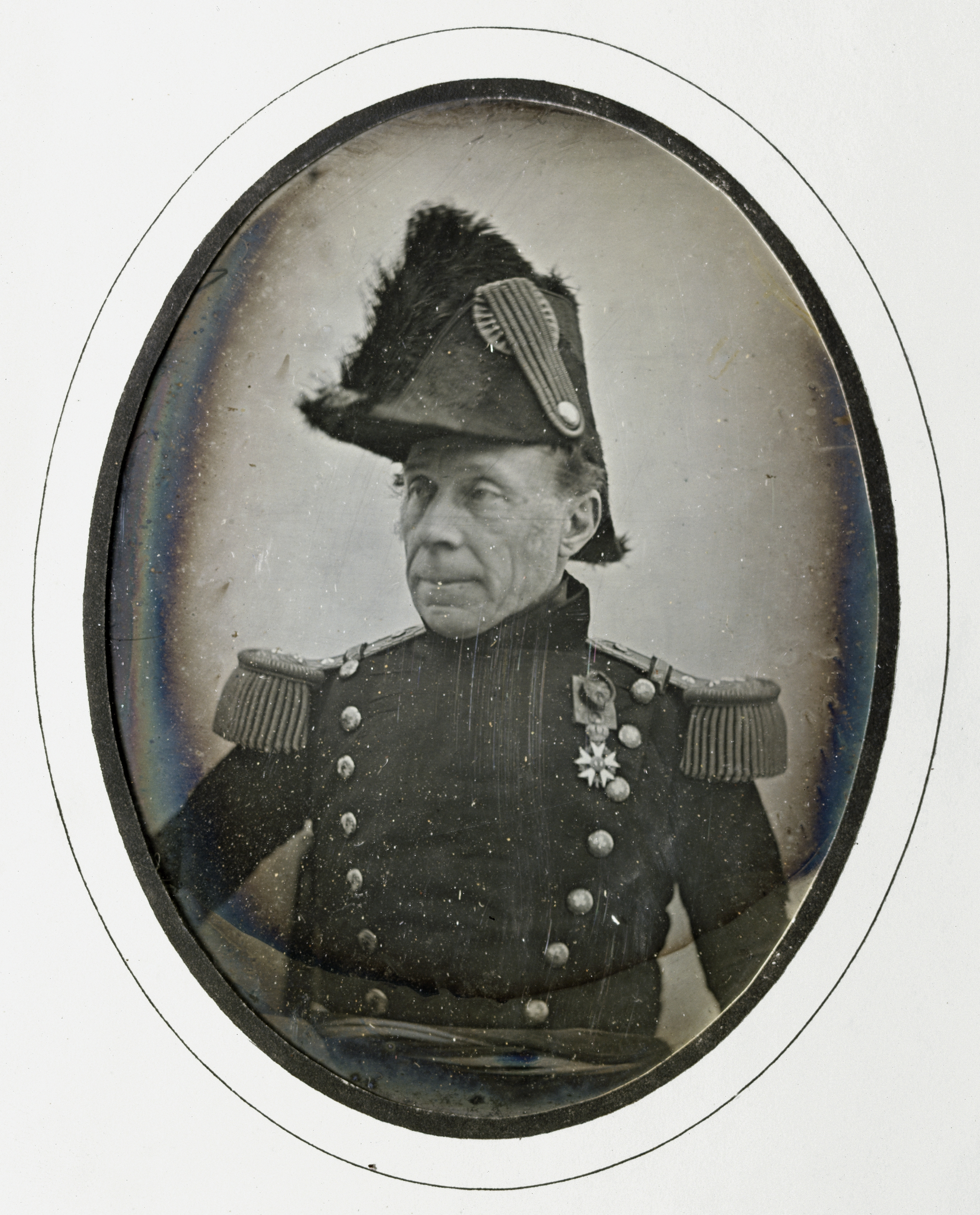
Daguerréotype du général Dufour, vers 1850.

Comme il était d'usage à l'époque, la presse s'empare de l'image du général vainqueur qui ne tarde pas à se plaindre à sa famille de la mauvaise qualité et du peu de ressemblance des portraits faits de lui. Pour la petite histoire, nombre de ceux-ci avaient été réalisés à partir d'un exemplaire en pied peint en 1834 par Franz von Elgger, chef d'état-major des troupes du Sonderbund.
Dans une lettre datée du 27 novembre et adressée à sa femme, Dufour demande à sa fille Annette de réaliser un dessin de lui en grand uniforme. Prudent, il demande dans cette même lettre de lui « ... envoyer un exemplaire avant la lettre » (c'est lui qui souligne). Dans une lettre datée du 29, il donne sa préférence pour un buste (par rapport à un portrait équestre car « ... je suis très peu monté à cheval »). Finalement, il envoie le 30 à sa femme trois exemples de portraits de mauvaise qualité et bon marché que les soldats semblent alors acheter en grande quantité. C'est peu après (vers 1850) que le daguerréotype ci-contre est réalisé.

## Les problèmes valaisans

### Rappel chronologique
Le plan de Dufour prévoyait d'éliminer successivement Fribourg, puis Lucerne avant de s'attaquer au Valais. Ce canton joue en effet, depuis le début de la guerre, un rôle important du fait de sa position : il est en effet le seul canton de l'alliance à avoir une frontière avec l'étranger et tous les contacts entre Lucerne et leurs alliés européens autrichiens et français ne passaient que par la Furka ou le Simplon.[réf. nécessaire]
L'assaut uranais du début de la guerre contre la Léventine eut pour effet de retenir plusieurs des meilleures troupes du Sonderbund sur un théâtre secondaire, mais également d'assurer la tranquillité du Valais qui ne pouvait plus alors être attaqué que depuis la vallée du Rhône.[réf. nécessaire]
Après la chute de Fribourg, Dufour envoie le colonel vaudois Louis Rilliet-Constant surveiller la vallée du Rhône à la hauteur de Saint-Maurice avec ordre très strict et très précis de ne pas tenter la moindre offensive, ordre mal perçu et mal exécuté par cet officier ambitieux.

### Plans d'attaque vaudois
En effet, dès le 8 novembre, Rilliet-Constant donne l’ordre à son subordonné, le colonel Nicollier, de passer à l'offensive à la moindre occasion, en particulier dès l'annonce de la chute de Fribourg. Le colonel refusera d'obéir à ces ordres, principalement car les troupes alors à sa disposition n'étaient constituées que d'observateurs, mal équipés et mal formés, incapables de prendre d'assaut les troupes d'élite valaisannes retranchées dans le château de Saint-Maurice.
Une délégation du conseil d'État vaudois vient engager Nicollier à lancer l'offensive, et celui-ci y est poussé également par la population locale (principalement de la ville d'Aigle) et par ses propres subordonnés, parmi lesquels le lieutenant-colonel Maurice Barman, valaisan responsable du soulèvement manqué de 1844 qui vit depuis à Vevey et voit dans cette occasion la possibilité pour lui de rentrer en vainqueur en Valais.
Rilliet quitte Fribourg le 23 et informe alors Dufour qu'il sera prêt à lancer un assaut le 25 pour débusquer les Valaisans. Devant le refus catégorique de son général, le Vaudois lui envoie une nouvelle lettre le 26 qui détaille longuement les forces en présence et conclut en proposant de « commencer les opérations contre le Valais sans ultérieur délai ». Cette nouvelle proposition lui vaudra la réponse suivante : « Non, dix fois non, quelle impatience ! ».

### Reddition valaisanne
Le 26 novembre, les autorités du Sonderbund, en fuite depuis Uri, manifestent leur volonté de s'installer à Brigue, soutenues par les chanoines valaisans et les représentants de la France et de la Prusse. Le gouvernement valaisan refuse et demande au Grand Conseil de commencer les négociations avec les Confédérés, connaissant en particulier l'état désastreux des finances cantonales et la démotivation des troupes. Le même jour, le Grand Conseil suit cette demande et donne les pleins pouvoirs au Conseil d'État pour négocier. 
Dufour envoie le 28 une longue lettre au gouvernement valaisan dans laquelle il les informe de la dissolution de l'alliance, et de la reddition des cantons primitifs, leur enjoignant de se rendre à leur tour. 
Le 29, trois émissaires apportent l'acte de capitulation du Valais au colonel Rilliet-Constant, alors stationné à Bex. Cet accord est accepté et ratifié le jour même et les troupes valaisannes se retirent alors que les troupes fédérales entrent sur le territoire valaisan. Rilliet-Constant arrive le 2 décembre à Sion, jour où l'ancien Conseil d'État est remplacé par un gouvernement provisoire qui ordonne l'expulsion des jésuites.
Dans les jours qui suivent, les troupes fédérales sont envoyées dans le Haut-Valais, dans la vallée de Conches, au Grand Saint-Bernard et au Simplon pour assurer les opérations de désarmement et de démobilisation. 
Par la suite, dans un document paru quelques mois après la fin des opérations, Rilliet-Constant reviendra sur sa version des faits et conviendra qu'il était alors prêt, au mépris des ordres reçus, à entrer en force dans le canton du Valais le 29 au matin.

## Fin de la guerre

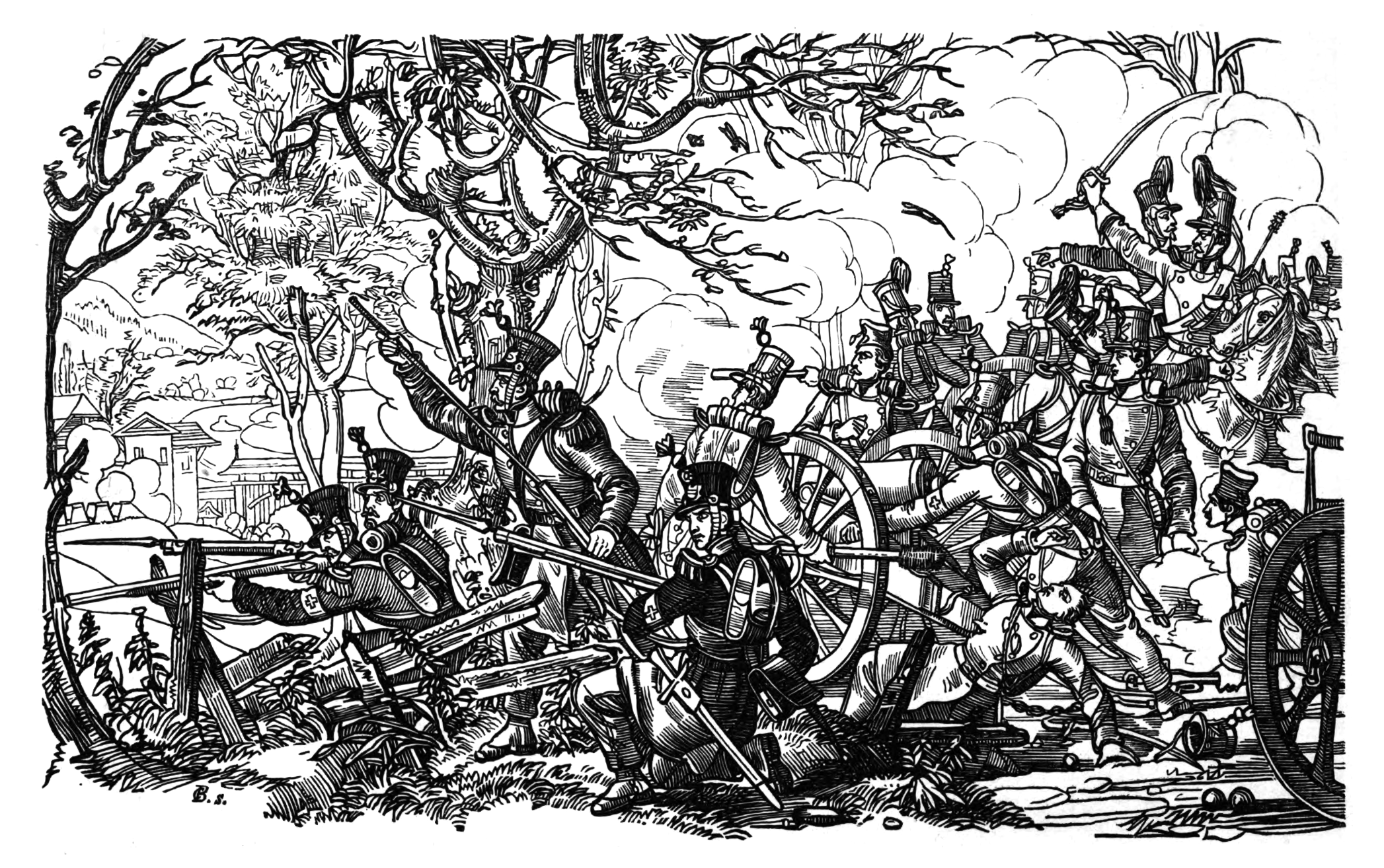
Oeuvre de Jakob Ziegler décrivant la guerre du Sonderbund.

Avec la reddition du Valais, la coalition du Sonderbund et la guerre du même nom prennent fin. Les unités sont rapidement démobilisées pour éviter des coûts supplémentaires pour la confédération. Les troupes d'occupation se retirent progressivement des cantons : Obwald et Nidwald en décembre 1847, Zoug en février 1848, suivi de Lucerne, Fribourg et Uri. Le Valais sera le dernier canton évacué en avril. Dès février 1848, seuls l'état-major judiciaire et le commissariat restent mobilisés.
Trois tribunaux militaires sont installés à Zurich, Vevey et Bellinzone pour examiner plus de 200 cas d'indiscipline (jugés de façon plutôt clémente[Interprétation personnelle ?]), quelques centaines de déserteurs, principalement des catholiques qui ont refusé leur ordre de mobilisation (qui écopent de sanctions un peu plus lourdes, telles que quelques mois de prison ferme). Les forces du Sonderbund sont démobilisées et libérées sans conditions, à l'exception de 256 volontaires valaisans, faits prisonniers à Lucerne, qui seront transférés à Bâle pour y être libérés. 
Tous les cantons adressent leurs remerciements aux miliciens. La Diète fédérale (où les représentants des cantons coalisés ont repris leur place dès décembre 1847) leur vote une adresse dans laquelle elle félicite les soldats du travail obtenu, tout en offrant à Dufour le 11 janvier 1848 une épée d'honneur et une récompense de 40 000 francs suisses, précédés d'une truite de 17 livres envoyée par le gouvernement genevois et qui sera fort appréciée par l'état-major pour le repas du premier de l'an. Le canton de Berne, quant à lui, vote la bourgeoisie d'honneur au général qu'il avait pourtant combattu lors de sa nomination. 
Dufour doit tout de même refuser certaines démonstrations trop ostensibles, comme le titre de pacificateur de la Suisse, que désire lui conférer le canton du Tessin, ou le projet de sculpture le représentant « foulant au pied une hydre à sept têtes ».
Après en avoir informé sa famille par une dernière note, Guillaume Henri Dufour, relevé de ses fonctions de général, rentre chez lui simplement, sans escorte. Il arrive à Genève incognito le 18 février 1848, à 18 h 30.
La guerre aura pour conséquence de précipiter l'évolution institutionnelle de la Suisse amorcée par les libéraux : en 1848, elle se dote d'une nouvelle constitution qui en fait un État fédéral (même si elle continue à se désigner comme confédération).